# Lunar Gateway

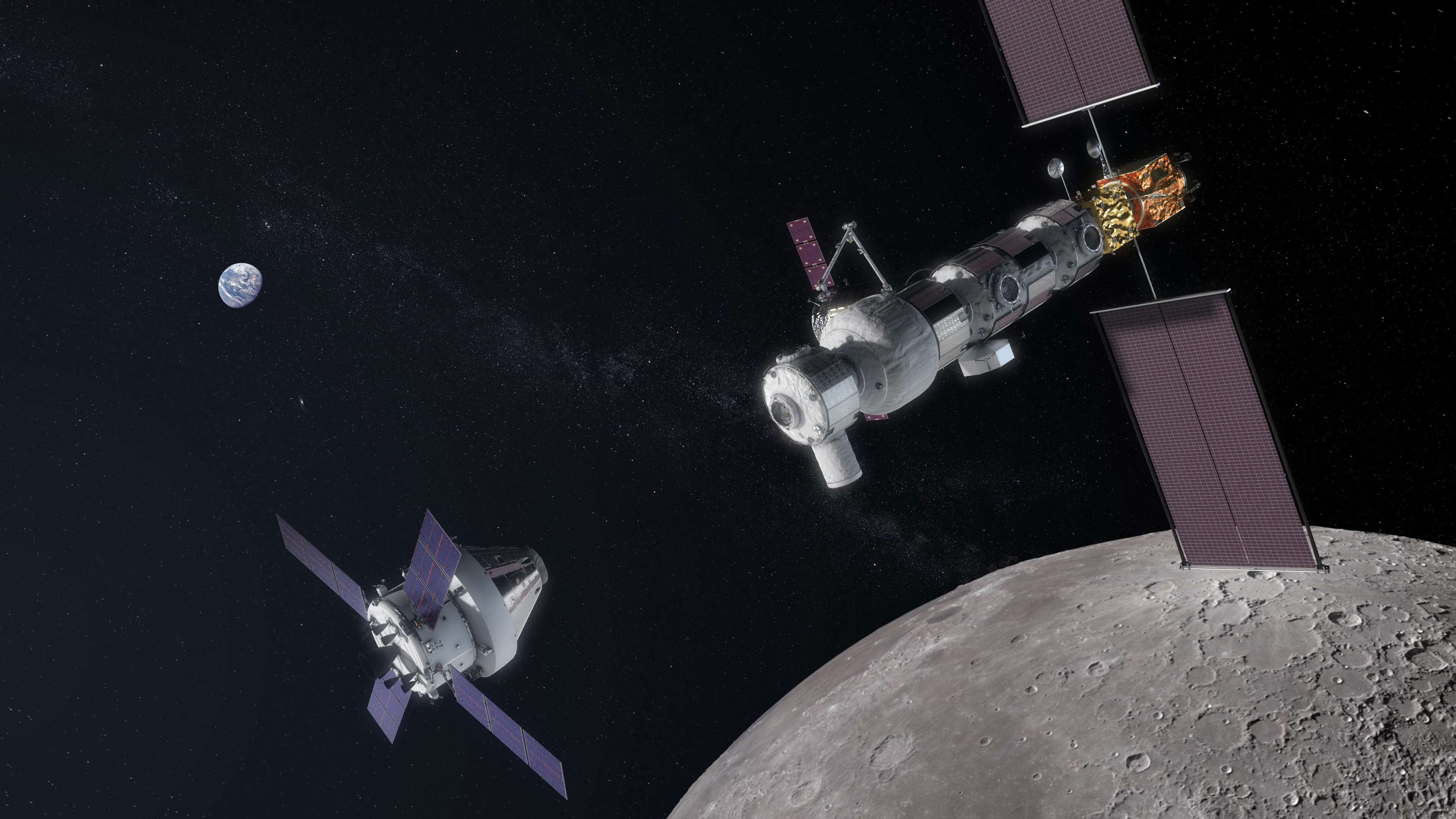
Rendering di Orion in prossimitá della stazione spaziale

Il Lunar Gateway (Portale lunare), ex Deep Space Gateway (DSG,  in italiano: Passaggio per lo Spazio Profondo) è una stazione spaziale cislunare pianificata dalla NASA, da Roscosmos (ritirata), da ESA e dalla JAXA per essere lanciata a partire dal 2028.
La stazione sarebbe usata come punto d'appoggio per la nave spaziale Deep Space Transport, anch'essa pianificata, per missioni verso la Luna e Marte. 
Viene anche ipotizzato, da diversi partner internazionali, un suo utilizzo come base per le missioni di superficie lunare robotizzate e con equipaggio.

## Componenti
La stazione spaziale Gateway sarà costituita da 7 moduli, più un braccio robotico fornito dal Canada, arrivando a 125 m³ di spazio abitabile.

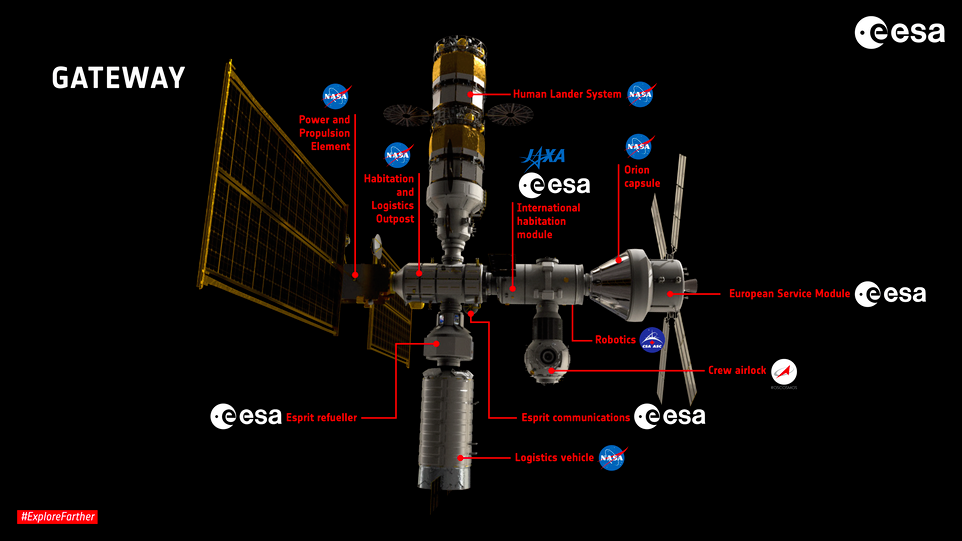
Concept della stazione

- Power and Propulsion Element (PPE) è un modulo con un peso di 8-9 t progettato per produrre energia elettrica (della potenza di 50 kW) tramite pannelli fotovoltaici e fornire propulsione ionica.[5] Il 23 maggio 2019 ne è stato annunciato l'affidamento della costruzione alla Maxar Technologies e costituirà il primo modulo della stazione.[6]
- European System Providing Refuelling, Infrastructure and Telecommunications (ESPRIT) contribuirà all'immagazzinamento di carburanti, oltre a costituire un punto di attracco per eventuali carichi. Sarà consegnato da Thales Alenia Space e si dividerà in due moduli: 
  - Halo Lunar Communication System (HLCS) fornirà le comunicazioni e verrà lanciato nel 2024 insieme ad HALO.
  - ESPRIT Refueling Module (ERM) conterrà i serbatoi di carburante, dei punti di attracco e un passaggio finestrato a 360 gradi. Si prevede che verrà lanciato nel 2027.[7]
- Habitation and Logistics Outpost (HALO), di produzione statunitense, fornirà spazio aggiuntivo e costituirà l'iniziale modulo abitativo, portando a 55 m³ di spazio abitabile. Sarà basato su un veicolo spaziale Cygnus, con le aggiunte di radiatori, antenne, batterie e punti di aggancio, fornendo supporto per l'equipaggio per almeno un mese.[8] La costruzione del modulo è stata affidata nel luglio 2019 alla Northrop Grumman, la quale, per la produzione dei Cygnus, collabora con Thales Alenia Space, operante nelle sezioni pressurizzate. La scelta è stata fatta perché unico ente in grado di costruire il modulo in tempo per il programma.[9]
- International Habitation Module (I-HAB) fa parte del modulo abitativo durante le missioni con equipaggio e costituisce un punto di attracco per altri moduli. Presenta una forma cilindrica con l'aggiunta di quattro portelli, due in asse e due radiali, e per l'assenza di rifiuti spaziali in area cis-lunare sono sufficienti delle pareti meno spesse. All'interno ci saranno spazi notte, di cucina e di esercizio fisico. Sarà realizzato da Thales Alenia Space e si prevede di lanciarlo nel 2026.[10][11][12] Alla conferenza ministeriale ESA di Siviglia è stata assegnata una commessa da 327 milioni di euro per il modulo, 137 dei quali di ritorno italiano.[13] Nel 2019 la NASA ha proposto l'aggiunta del U.S. Habitation Module, modulo abitativo statunitense per ampliare il volume combinato abitativo portandolo a 125 m³ di spazio abitabile.[14]
- Il Crew and Science Airlock sarà un modulo utilizzato per svolgere attività extraveicolari al di fuori della mini-stazione spaziale e avrà la porta di attracco per il proposto trasportatore dello spazio profondo. Sarà costruito dal Mohammed bin Rashid Space Centre (MBRSC) degli Emirati Arabi Uniti e il suo lancio è previsto per il 2030 circa.

### Moduli proposti
Essendo il Lunar Gateway un progetto ancora in evoluzione si prevede che includa anche i seguenti moduli:
- I Gateway Logistics Modules saranno usati come moduli di rifornimento. Il progetto prevede una capacità di carico pressurizzato di 5 t e 2,6 t di non-pressurizzato, per un totale di 7,6 t (a confronto il Cygnus e l'ATV arrivano a 3,5 t e 9 t).[15]

## Orbita
In occasione del 50º anniversario del primo sbarco sulla Luna, è stato deciso che la stazione orbiterà in una Near-rectilinear halo orbit. Essa consiste in un'orbita halo quasi rettilinea, con perilunio e apolunio a distanze rispettivamente di 3.000 e 70.000 km dal satellite al fine di ridurre al minimo le eclissi, durante le quali si perdono i contatti con la Terra.

## Cronoprogramma
Gli equipaggi della stazione dovrebbero essere lanciati con il SLS (attualmente in fase di sviluppo da parte della NASA), che li trasporterebbe insieme all’Orion; i moduli della stazione potrebbero essere lanciati con lo stesso vettore oppure utilizzando lanciatori commerciali come il Falcon Heavy, il Falcon 9, l’Ariane 6 europeo oppure l’Angara russo.
Nel marzo 2020 la NASA ha annunciato che SpaceX sarà la prima azienda privata a garantire un rifornimento alla stazione con la sua nuova capsula Dragon XL (attualmente in fase di sviluppo). A febbraio 2021, la Nasa seleziona inoltre il Falcon Heavy come lanciatore per i primi due moduli della stazione (PPE e HALO), i quali saranno integrati a terra e mandati in orbita con un singolo lancio programmato non prima del 2027.
| Anno           | Obiettivo di Missione                                                                                         | Nome della Missione        | Lanciatore   | Umana/robotica | Stato            |
| -------------- | --- | -------------------------- | ------------ | -------------- | ---------------- |
| 2027           | Lancio dei due moduli integrati: Power and Propulsion Element (PPE) e Habitation and Logistics Outpost (HALO) | Mini-space station Gateway | Falcon Heavy | Robotica       | In sviluppo      |
| Settembre 2028 | Consegna dei moduli Orion MPCV e I-HAB                                                                        | Artemis IV                 | SLS Block 1B | Con equipaggio | In sviluppo      |
| Marzo 2030     | Consegna dell'Orion MPCV e del modulo di rifornimento ESPRIT                                                  | Artemis V                  | SLS Block 1B | Con equipaggio | In sviluppo      |
| Marzo 2031     | Consegna dell'Orion MPCV e del modulo Crew and Science Airlock Module                                         | Artemis VI                 | SLS Block 1B | Con equipaggio | In sviluppo      |
| Marzo 2032     | (Proposto) Consegna dell'Orion MPCV e del modulo logistico                                                    | Artemis VII                | SLS Block 1B | Con equipaggio | In progettazione |